# Jeff Gross (Pokerspieler)
Jeffrey Dale „Jeff“ Gross (* 5. September 1986 in Ann Arbor, Michigan) ist ein professioneller US-amerikanischer Pokerspieler.

## Persönliches
Gross machte einen Abschluss an der University of South Carolina in Columbia. Für dessen Unimannschaft spielte er vier Jahre Fußball in der Division I. Gross ist verheiratet und seit 2019 Vater eines Sohnes. Er lebt in Las Vegas.

## Pokerkarriere
Gross kam während seines Studiums erstmals mit Poker in Berührung. Er spielt online unter den Nicknames kidwhowon (PokerStars und Full Tilt Poker), FantasyMagic (Americas Cardroom) und younGGunJG (partypoker). Von Juli 2017 bis Februar 2019 war der Amerikaner unter dem Nickname JeffGross Mitglied im Team PokerStars Pro. Anschließend wechselte er ins Team partypoker, dem von März 2019 bis Februar 2022 angehörte. Mit Turnierpoker hat er sich online mehr als 2 Millionen US-Dollar erspielt. Sein Spiel kann man regelmäßig auf dem Streamingportal Twitch verfolgen, bei dem Gross über 80.000 Follower hat.
Seine erste Geldplatzierung bei einem Live-Turnier erzielte Gross Ende September 2007 in Atlantic City. Im Juni 2010 war er erstmals bei der World Series of Poker (WSOP) im Rio All-Suite Hotel and Casino am Las Vegas Strip erfolgreich und kam bei drei Turnieren der Variante No Limit Hold’em ins Geld. Bei der WSOP 2011 verpasste er nur knapp den Gewinn eines Bracelets und belegte bei einem Shootout-Event den zweiten Platz hinter Mark Radoja für ein Preisgeld von knapp 270.000 US-Dollar. Ende November 2012 erreichte der Amerikaner beim Main Event der World Poker Tour in Montreal den Finaltisch und beendete das Turnier auf dem dritten Platz für knapp 320.000 US-Dollar. Ende August 2013 spielte er das 100.000 US-Dollar teure Alpha8-Event der Seminole Hard Rock Poker Open in Hollywood und erhielt für seinen dritten Platz sein bisher höchstes Preisgeld von über 400.000 US-Dollar. Bei der WSOP 2016 wurde Gross 18. beim teuersten Event auf dem Turnierplan, dem High Roller for One Drop, und erhielt ein Preisgeld von knapp 200.000 US-Dollar.
Insgesamt hat sich Gross mit Poker bei Live-Turnieren mehr als 3,5 Millionen US-Dollar erspielt. Von April bis Dezember 2016 spielte er als Teil der Berlin Bears in der Global Poker League und erreichte mit seinem Team das Finale.

## Trivia
Im Oktober 2013 ließ sich Gross aufgrund einer Wette mit dem Multi-Millionär Bill Perkins ein von Perkins ausgesuchtes Tattoo stechen und erhielt dafür 550.000 US-Dollar.